# Reggaeton con navidad
Reggaeton con Navidad es el nombre del primer álbum recopilatorio como productor presentado por Gringo. Fue lanzado el 25 de diciembre de 2005 bajo Univision Records.
El disco explora desde ritmos como reguetón hasta rap y hip-hop pero con temática navideña. En este mismo, también se presentaron nuevos artistas de aquel momento como lo era Kendo Kaponi, además hubo participaciones de artistas de la vieja escuela del reguetón como Don Chezina, Andy Boy, Bebe, Maicol, Brewley MC, entre otros.

## Lista de canciones
| N.º   | Título                                                                                 | Duración |  |
| 1.    | «Intro» (Gringo, Bebe, Pedro Prez, JD, Maicol, Don Chezina, Brewley MC y DJ Candy Boy) | 2:39     |  |
| 2.    | «El palo» (Gringo)                                                                     | 3:07     |  |
| 3.    | «Se fue» (Bebe)                                                                        | 2:11     |  |
| 4.    | «La chimenea» (Andy Boy)                                                               | 3:11     |  |
| 5.    | «25 de diciembre» (Kendo Kaponi)                                                       | 3:25     |  |
| 6.    | «Familia unida» (Eliot y Machito)                                                      | 2:54     |  |
| 7.    | «Santa» (Klasico)                                                                      | 2:52     |  |
| 8.    | «Bomba» (Rock One)                                                                     | 2:58     |  |
| 9.    | «Queremos ron» (Machito)                                                               | 3:20     |  |
| 10.   | «No te quedes sola» (Anthony)                                                          | 2:51     |  |
| 11.   | «Necesito tu compañía» (Eliot y Gringo)                                                | 3:11     |  |
| 12.   | «Nos vamos de parranda» (Los Sabios y Gringo)                                          | 3:21     |  |
| 13.   | «Si tu supieras» (Machito, Gringo y Anthony)                                           | 4:04     |  |
| 14.   | «Outro» (Gringo)                                                                       | 2:08     |  |
| 42:12 |                                                                                        |          |  |